# (17033) Rusty
(17033) Rusty est un astéroïde de la ceinture principale.

## Description
(17033) Rusty est un astéroïde de la ceinture principale. Il fut découvert le 22 mars 1999 à la station Anderson Mesa par le programme LONEOS. Il présente une orbite caractérisée par un demi-grand axe de 2,32 UA, une excentricité de 0,06 et une inclinaison de 2,1° par rapport à l'écliptique.

## Compléments